# Jorge Calandrelli
Jorge Calandrelli (nacido el 31 de diciembre de 1939, Buenos Aires, Argentina) es un compositor, arreglista y director de orquesta argentino conocido por su trabajo con Barbra Streisand,Tormenta, Celine Dion, Arturo Sandoval, Yo-Yo Ma, Tony Bennett, Elton John, Lady Gaga y John Legend. Ha ganado 6 Premios Grammy y ha recibido 28 nominaciones. Ganó el Premio Grammy Latino al productor del año y del mejor álbum instrumental por su trabajo en A Time for Love de Arturo Sandoval en 2010.
Calandrelli ha sido nominado dos veces para un Premio Óscar por su trabajo en El color púrpura y Wò hǔ cáng lóng.

## Premios y nominaciones
Premios Óscar
| Año  | Categoría                   | Película         | Resultado |
| ---- | --------------------------- | ---------------- | --------- |
| 1986 | Mejor banda sonora original | El color púrpura | Nominado  |
| 2001 | Mejor canción original      | Tigre y dragón   | Nominado  |